# Złote Tarasy

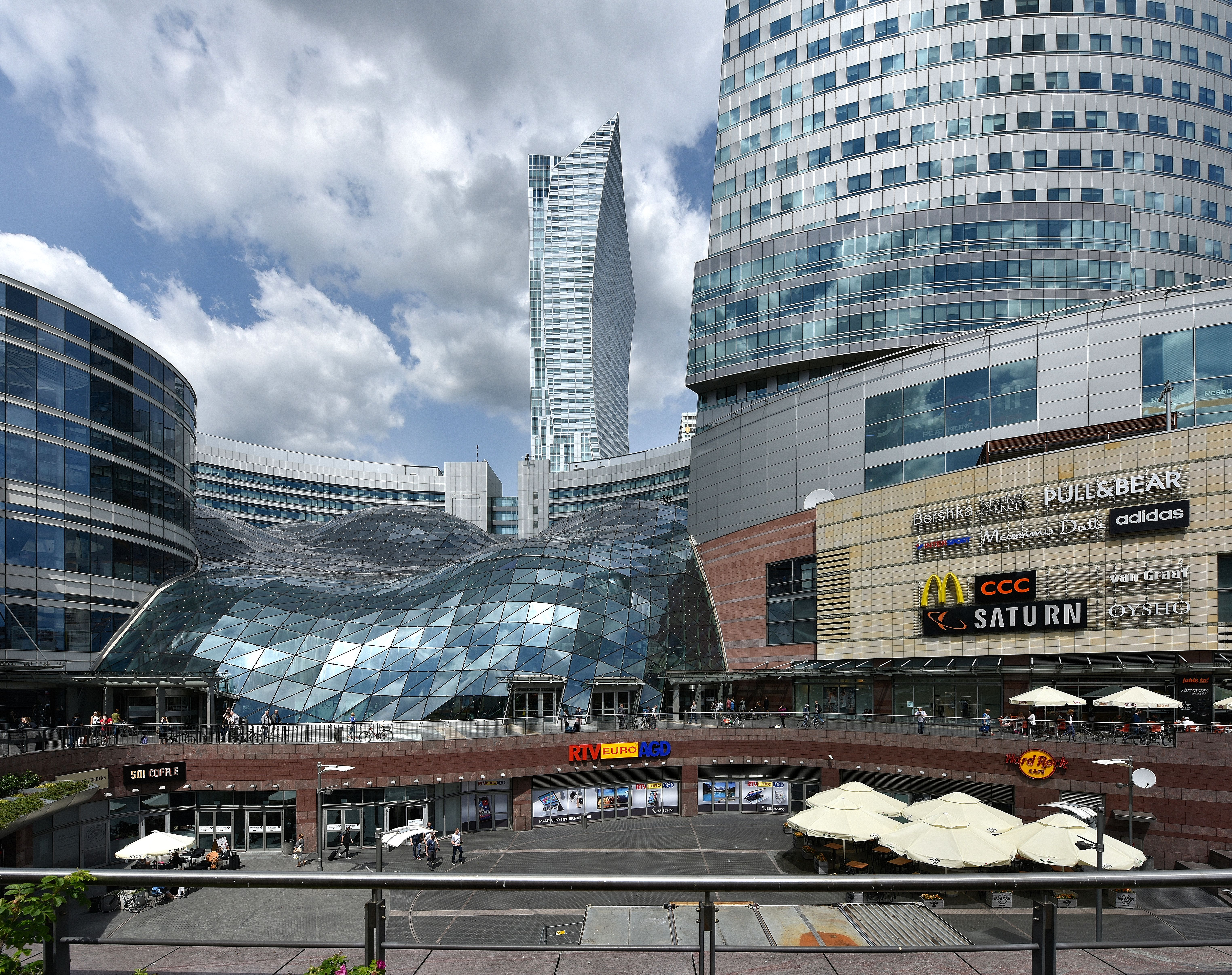
Złote Tarasy

Złote Tarasy (Nederlands: Gouden Terrassen) is een winkel-, kantoor- en entertainmentcomplex in het centrum van de Poolse hoofdstad Warschau. Het complex ligt vlak naast het belangrijkste spoorstation van de stad, Warszawa Centralna. Het 105 meter hoge complex opende na een bouwtijd van vijf jaar op 7 februari 2007 en is met een kostprijs van 500 miljoen dollar het tot nu toe duurste vastgoedproject van de Poolse hoofdstad in de 21e eeuw. Het officiële adres luidt ulica Złota 59.

## Gebouw
Złote Tarasy werd ontworpen door de Amerikaanse architect Jon Jerde. De totale oppervlakte van het gebouw meet 205.000 m². In het winkelgedeelte zijn er rond 200 winkels en restaurants (die samen goed zijn voor 63.500 m²). In het complex bevindt zich ook een hotel, een bioscoop met acht zalen en 2560 zitplaatsen, alsook een ondergrondse parking voor 1400 wagens. Boven het centrale deel van het complex hangt een transparant golfvormig dak. 
Het complex werd gebouwd en wordt nog steeds uitgebaat als een joint venture tussen ING Real Estate en het stadsdeel Śródmieście. In het winkelcentrum bevindt zich het eerste Hard Rock Café van Polen met een oppervlakte van 850 m² en plaats voor 300 gasten. Burger King opende in Złote Tarasy zijn eerste Poolse filiaal.

## Galerij

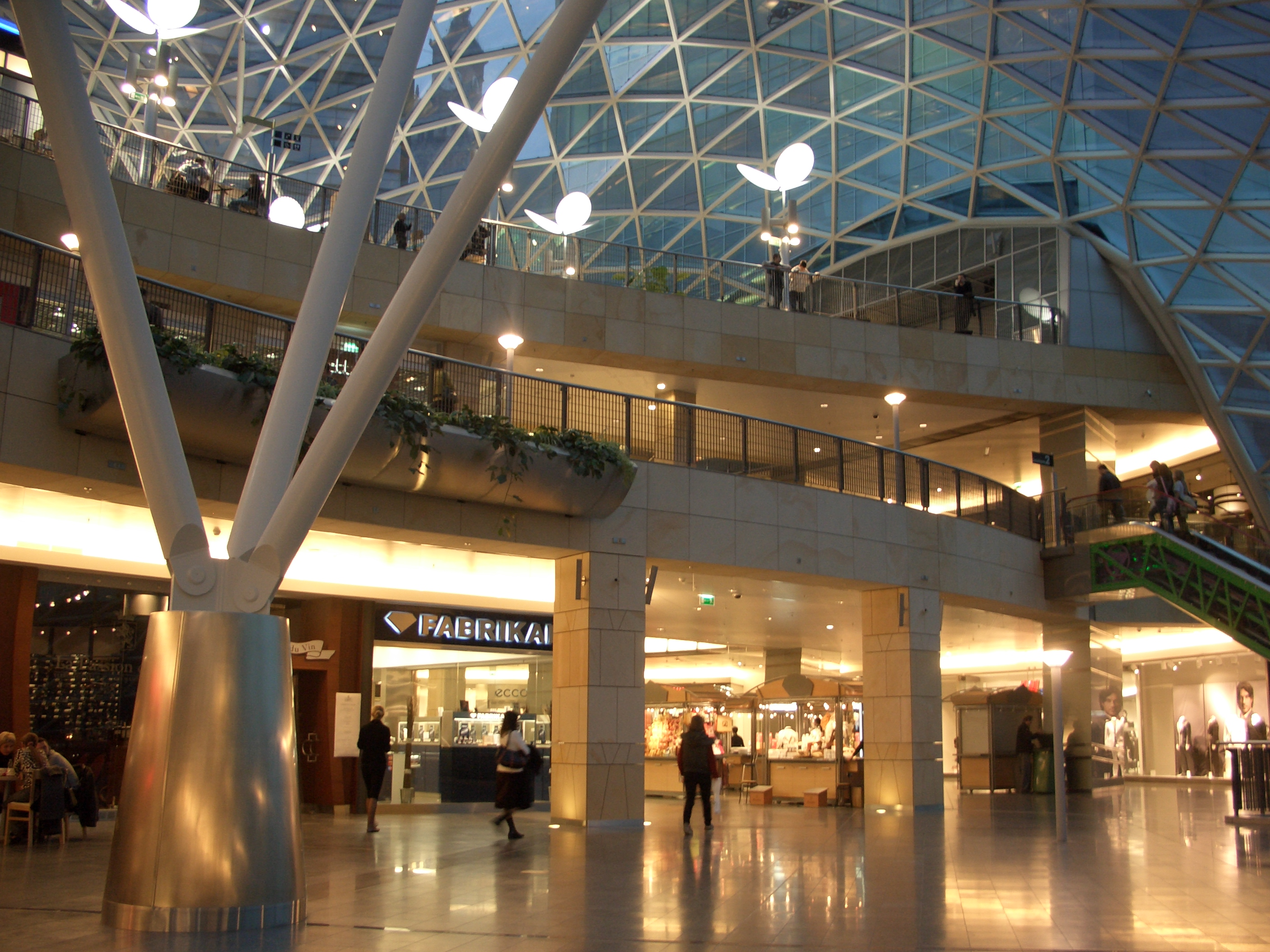
Een deel van Złote Tarasy
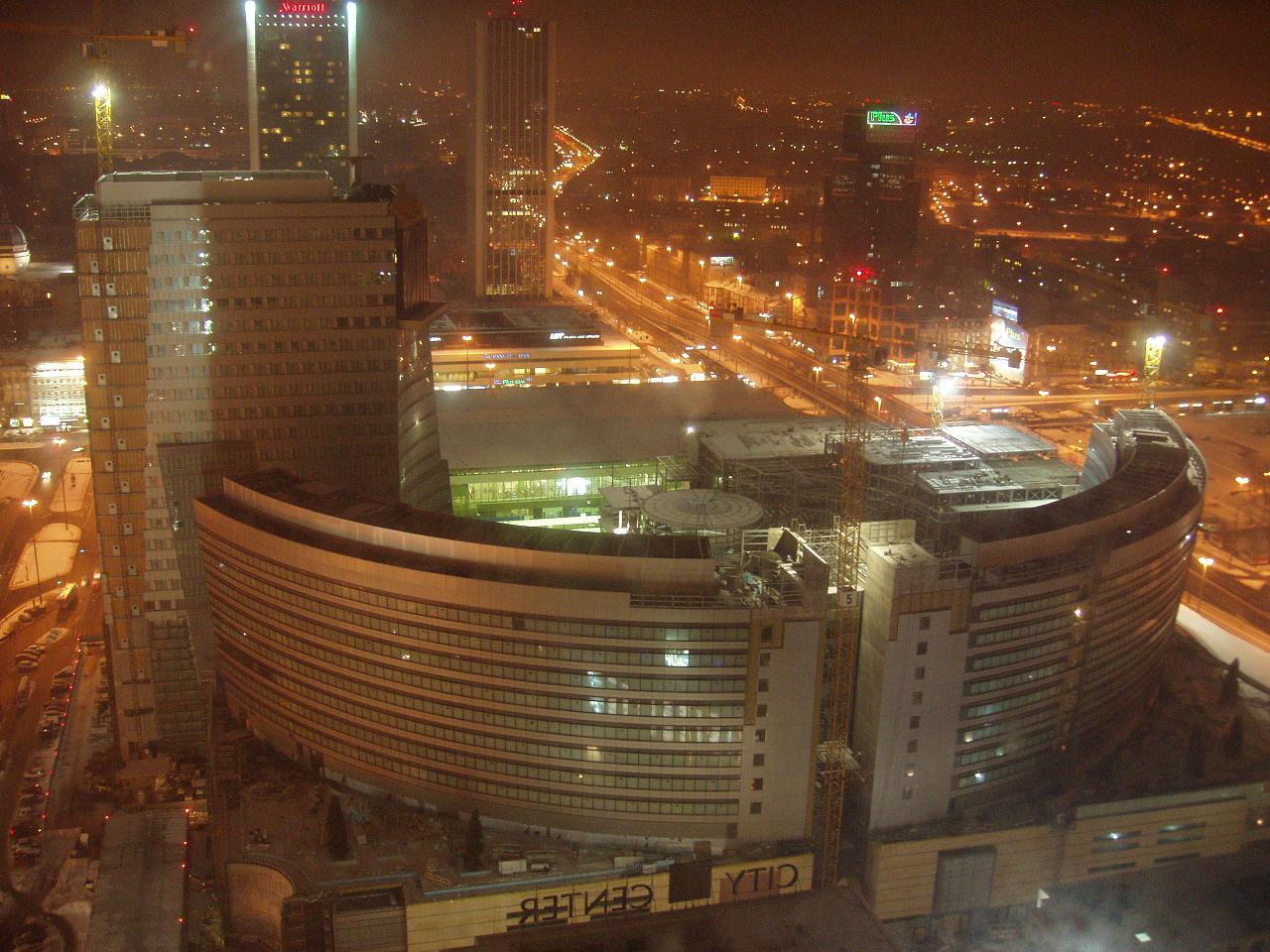
Złote Tarasy 's nachts